# Carmen (Stromae)
Carmen è un singolo del cantautore belga Stromae, pubblicato il 16 agosto 2013 come sesto estratto dal primo album in studio Racine carrée e riprende un'aria della Carmen di Bizet in forma di pastiche.
La canzone è stata pubblicata per la prima volta il 3 settembre del 2013 sul canale YouTube dell'artista in formato audio. Fu ripubblicata il 1º aprile del 2015 sulla stessa piattaforma accompagnato da un videoclip musicale animato stile diretto da Sylvain Chomet.
La canzone è inspirata al film musicale Carmen: A Hip Hopera, quasi completamente sotto forma di musica rap e diretto da Robert Townsend, con protagonista la cantante statunitense Beyoncé - a sua volta ispirato al film Carmen Jones.

## Video musicale
Nel 2015, Stromae decide di modificare il punto di vista della canzone stessa, pubblicando un videoclip animato sul suo canale YouTube, narrante una storia che ha come base un grave problema contemporaneo, legato alla nocività della dipendenza dai social network.
La storia vede come protagonista un ragazzo di nome Paul (che altro non è che l'alter-ego dell'artista), che sta utilizzando il cellulare in camera sua. Il video inizia con un uccello blu (che richiama il simbolo di Twitter) che vola nella stanza del ragazzo, convincendolo di volerlo aiutare ad aumentare i follower sulle sue reti sociali. Ben presto, però, si scopre che lo aveva fatto per crescere di dimensioni fisiche (riferimento all'inesauribile sete di potere e/o alla dipendenza - in questo caso attribuita alla social network). Infatti, l'uccello comincerà a mangiare tutti i follower di Paul e poi il ragazzo stesso, trasformandoli in escrementi. Tuttavia, Paul riesce a sopravvivere. Tornato alle sue dimensioni iniziali, l'uccello vola nella stanza della sorella di Paul, avendo scelto un'altra preda: la storia sarebbe destinata a ripetersi.

## Tracce
Testi di Aurélien Cotentin e Paul van Haver, musiche di Georges Bizet e Paul van Haver
Download digitale – Prima versione
1. Carmen – 3:09

Download digitale – Seconda versione
1. Carmen – 3:37

## Classifiche

### Classifiche settimanali
| Classifica (2015-16) | Posizione massima |
| -------------------- | ----------------- |
| Belgio (Fiandre)     | 31                |
| Belgio (Vallonia)    | 46                |
| Francia              | 67                |
| Paesi Bassi          | 11                |